# Umbrické Apeniny
Umbrijský Apenin, Umbrické Apeniny, také Apeniny Umbrie a Marche (italsky  Appennino umbro-marchigiano) je soustava horských pásem v centrální Itálii, ve Středních Apeninách. Nachází se v regionech Umbrie a Marche. Nejvyšší horou je Monte Vettore ( 2 476 m) v pohoří Monti Sibillini.

## Geografie
Umbrické Apeniny se rozkládají od údolí řeky Metauro na severu (kde hraničí s Toskánsko-emiliánskými Apeninami, respektive Severními Apeninami) k průsmykům Passo di Montereale a Passo della Torrita na jihu (hranice s Abruzskými Apeninami).

## Geologie
Střední Apeniny (Umbrické a Abruzské) se v několika faktorech liší od Severních Apenin. Za prvé je to rozsáhlým výskytem vápenců a dolomitů (z triasu až raného miocénu), dále mladší tektonikou a za třetí pásmem pahorkatin (tvořených mořskými sedimenty), které oddělují jednotlivá pohoří Umbrických a Abruzských Apenin od pobřeží Jaderského moře. V Umbrických Apeninách převažují slíny. Charakteristické jsou antiklinály. Jednotlivé horské hřebeny Umbrických Apenin jsou uspořádány ve směru severozápad - jihovýchod, dále na jihu pak ve směru sever - jih. Jsou rovnoběžné, se zarovnaným reliéfem. Nadmořská výška hor se směrem k jihu zvyšuje. Pohybuje se od 1 000 až 1 200 m k 1 500 až 2 400 m.